# Ambistomàtids
Els ambistomàtids (Ambystomatidae) formen una família d'amfibis urodels, integrada per salamandres, generalment terrestres.

## Morfologia
- Mida entre mitjana i gran -per exemple, la salamandra gegant del Pacífic (Dicamptodon ensatus) ateny una llargada de 33 cm i Ambystoma tigrinum pot arribar als 34 cm.-
- Tenen el cap més aplanat que la salamandra comuna.
- Les dents del vòmer es troben disposades en fileres transversals[1]
- Absència de l'os lacrimal.

## Reproducció
La reproducció és interna.

## Distribució geogràfica
Són pròpies de Nord-amèrica (des del sud del Canadà fins a Ciutat de Mèxic).

## Observacions
L'Ambystoma tigrinum, espècie mexicana, és coneguda pel nom de la seua larva, l'axolot.

## Espècies i subespècies
- Ambystoma altimirani
- Ambystoma amblycephalum
- Ambystoma andersoni
- Ambystoma annulatum
- Ambystoma barbouri
- Ambystoma bishopi
- Ambystoma californiense
- Ambystoma cingulatum
- Ambystoma dumerilii
- Ambystoma flavipiperatum
- Ambystoma gracile
- Ambystoma granulosum
- Ambystoma jeffersonianum
- Ambystoma laterale
- Ambystoma lermaense
- Ambystoma mabeei
- Ambystoma macrodactylum

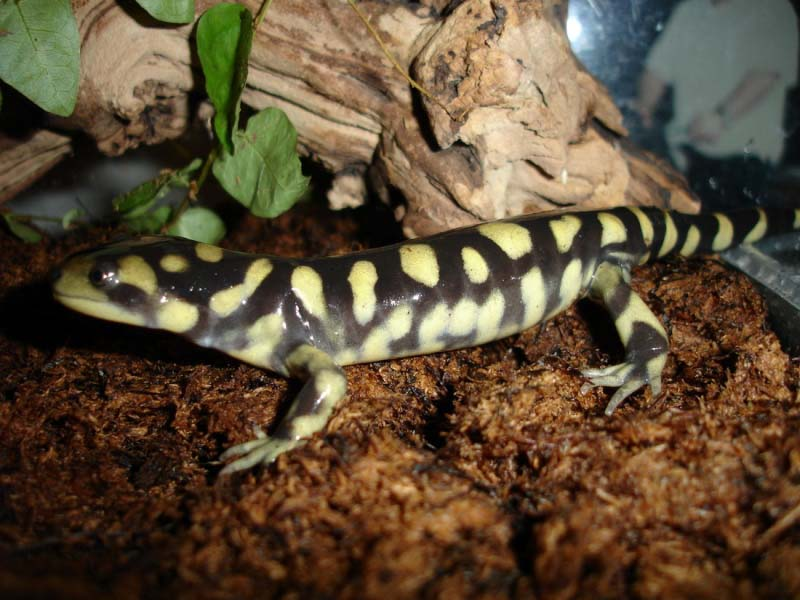
Mascle de salamandra tigrada (Ambystoma tigrinum)

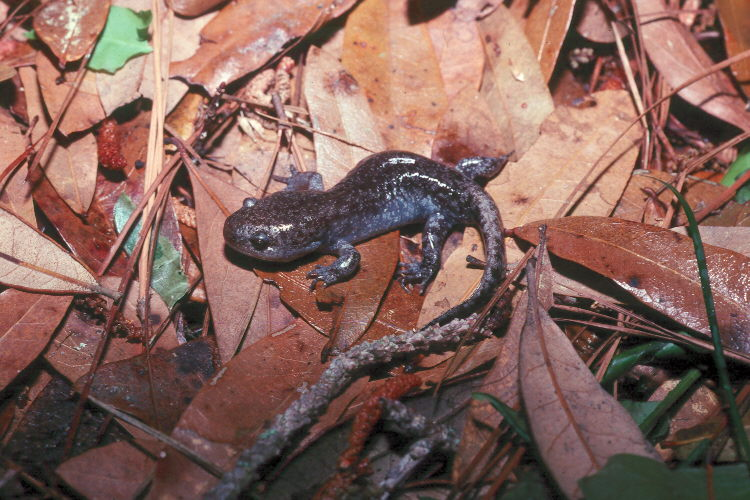
Ambystoma talpoideum

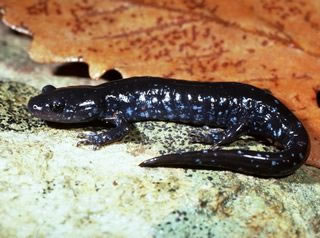
Salamandra de taques blaves (Ambystoma laterale)

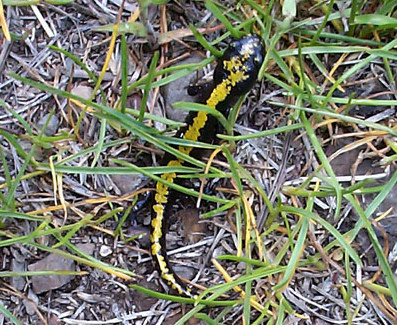
Ambystoma macrodactylum

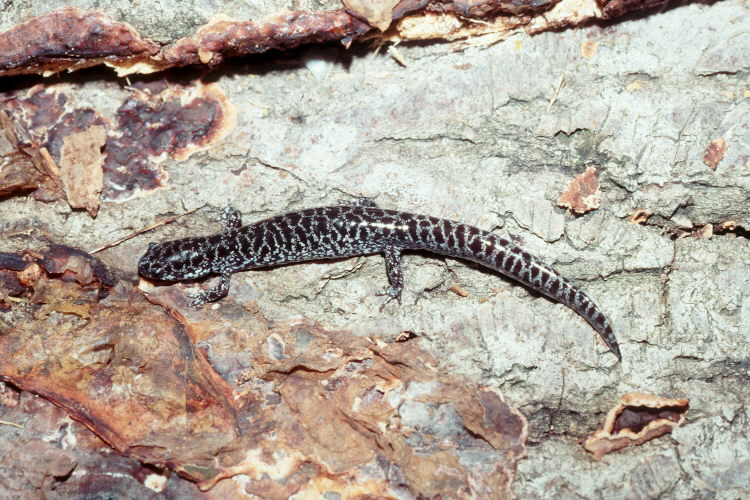
Ambystoma cingulatum

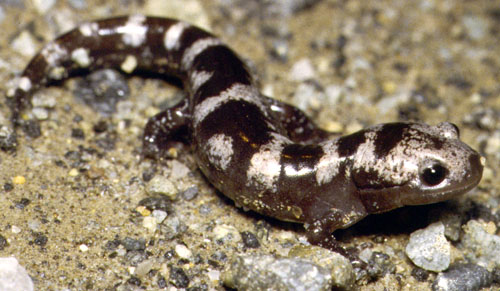
Ambystoma opacum fotografiada a Carolina del Nord (Estats Units).

  - Ambystoma macrodactylum columbianum
  - Ambystoma macrodactylum macrodactylum
- Ambystoma maculatum
- Ambystoma mexicanum
- Ambystoma opacum
- Ambystoma ordinarium
- Ambystoma rivulare
- Ambystoma rosaceum
- Ambystoma silvensis
- Ambystoma talpoideum
- Ambystoma taylori
- Ambystoma texanum
- Ambystoma tigrinum
  - Ambystoma tigrinum diaboli
  - Ambystoma tigrinum mavortium
  - Ambystoma tigrinum melanostictum
  - Ambystoma tigrinum nebulosum
  - Ambystoma tigrinum stebbinsi
  - Ambystoma tigrinum tigrinum
- Ambystoma bombypellum
- Ambystoma leorae
- Ambystoma mavortium
- Ambystoma velasci[3][4][5]